# Russ Meyer
Russell Albion "Russ" Meyer (San Leandro, California, 21 de marzo de 1922 - Los Ángeles, 18 de septiembre de 2004) fue un camarógrafo, fotógrafo, guionista y director de cine estadounidense.
Es principalmente conocido por escribir y dirigir una serie de exitosas películas de bajo presupuesto de tipo sexploitation, con una carga de humor y estética camp, soslayada sátira y actrices de bustos generosos.

## Datos biográficos
Russ Meyer nació en San Leandro, un pueblo cercano a Oakland, California, hijo de William Arthur Meyer, un oficial de policía hijo de emigrantes judíos alemanes, y dd Lydia Lucinda Hauck Howe, enfermera. Ambos, por tanto, de origen germanoestadounidense. Sus padres se divorciaron poco después de su nacimiento y él perdió prácticamente el contacto con su padre. Al preguntarle sobre la influencia judía (por parte paterna) en su obra, respondió: “cero.” Es decir, ninguna influencia.
Cuando Meyer tenía 14 años su madre le regaló una cámara de Super-8, con la que realizó una serie de películas amateur a los 15 años. Al final de su adolescencia comenzó a visitar asiduamente teatros burlesque, que marcarían su posterior desarrollo profesional. En 1942 fue enrolado y sirvió durante la Segunda Guerra Mundial como camarógrafo en la 166th Signal Photo Company, una unidad fotográfica de la 89.ª División del general George S. Patton, filmando importantes batallas, que se presentaron en los noticiarios de la época y posteriormente se incluyeron en la película Patton (1971).
De regreso en Oakland en 1945, trabajó realizando películas institucionales, y fotos fijas para largometrajes como Gigante (1956), y pasó a convertirse en un fotógrafo de glamour, trabajando entre otros para la revista Playboy de Hugh Hefner. Allí conocería a la modelo Eve Meyer, quien luego sería su esposa. 
Esta colaboración abrió una etapa en su vida y empezó a trabajar como director de películas de destape norteamericanas (nudie films). Se puede decir que sus películas eran más eróticas que pornográficas, y suelen tener como protagonistas a mujeres de grandes pechos, sobre todo en sus últimas películas, a las que dedicó exclusivamente esta visión. Sus descubrimientos fueron la actrices: Kitten Natividad y Uschi Digard. Escribió  el guion de la película Beyond the Valley of the Dolls en colaboración con el crítico de cine Roger Ebert. Faster, Pussycat! Kill! Kill! se considera como una de sus películas más grandes o al menos la más representativa de su estilo, con la actuación de Tura Satana.  El último filme fue Beneath the Valley of the Ultra-Vixens (1979) considerada como una de las más divertidas.
Meyer murió el día 18 de septiembre de 2004 a los 82 años en su casa de Hollywood Hills debido a complicaciones de una neumonía.
Meyer se casó con:
- Bety Valdovinos (1949 - 1950)
- Eve Meyer (2 de abril de 1952 - 1969, divorciado)
- Edy Williams (27 de junio de 1970 - 7 de noviembre de 1977, divorciado)

Contrario a algunas opiniones, Meyer nunca se casó con su estrella Kitten Natividad.

## Filmografía

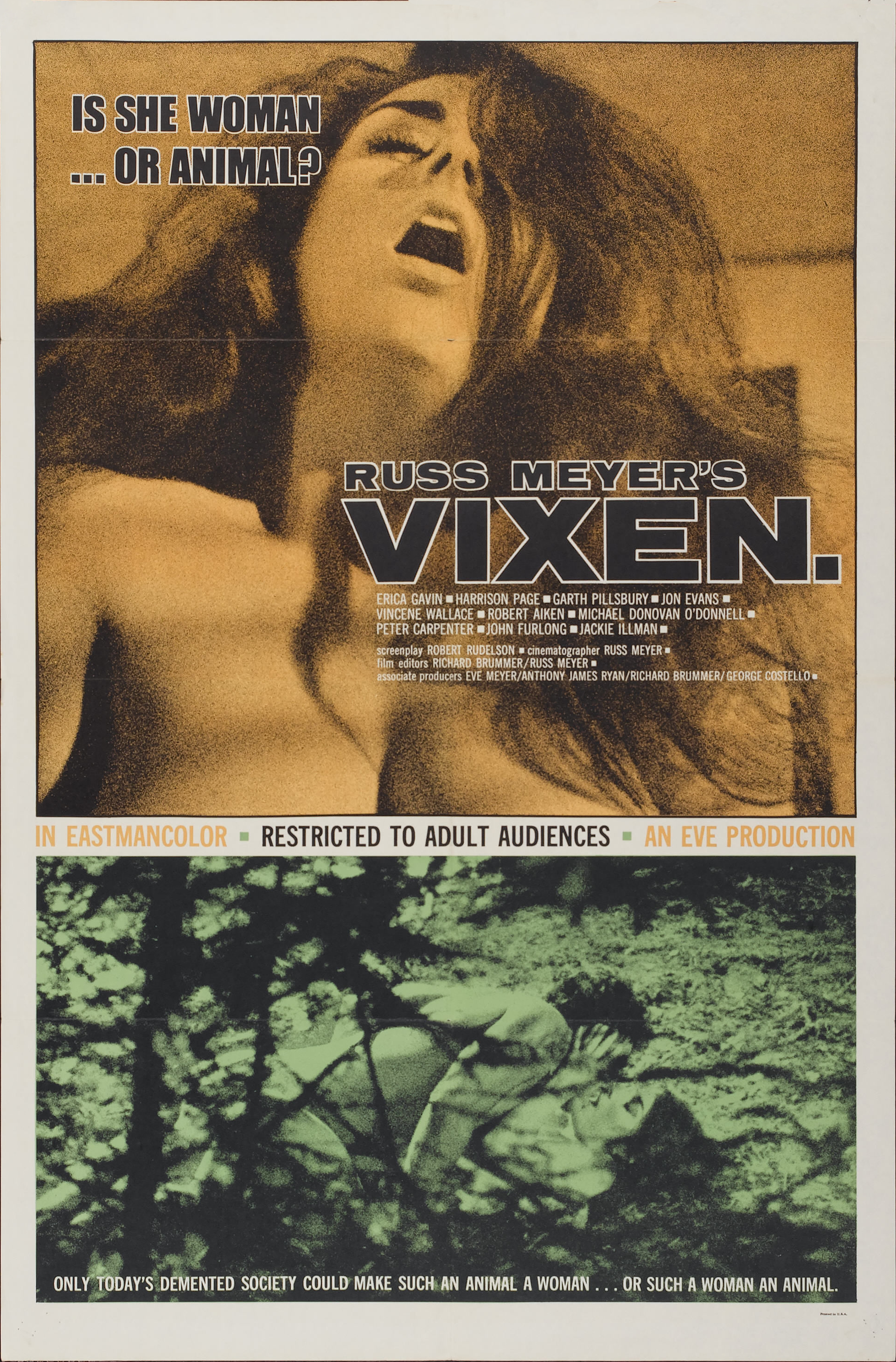
Cartel de la película de 1968 Vixen.

| - 1950 - The French Peep Show - 1959 - The Immoral Mr. Teas - 1959 - This Is My Body - 1960 - Eve and the Handyman - 1960 - Naked Camera - 1961 - Erotica - 1962 - Wild Gals of the Naked West - 1963 - Europe in the Raw - 1963 - Heavenly Bodies! - 1963 - Skyscrapers and Brassieres - 1964 - Lorna - 1964 - Fanny Hill - 1965 - Mudhoney - 1965 - Motorpsycho - 1965 - Faster, Pussycat! Kill! Kill! | - 1966 - Mondo Topless - 1967 - Common Law Cabin - 1967 - Good Morning and... Goodbye! - 1968 - Finders Keepers, Lovers weepers! - 1968 - Vixen! - 1969 - Cherry, Harry & Raquel! - 1970 - Beyond the Valley of the Dolls - 1971 - The Seven Minutes - 1972 - Blacksnake - 1975 - Supervixens - 1976 - Up! - 1978 - Who Killed Bambi? (inconclusa) - 1979 - Beneath the Valley of the Ultra-Vixens - 2000 - Shooting War: World War II Combat Cameramen - 2001 - Pandora Peaks (última película de Meyer) |